# 7208 Ashurbanipal
7208 Ashurbanipal este o planetă minoră (asteroid), cu un diametru de 5,007 km, din centura de asteroizi. A fost descoperită pe 24 septembrie 1960 la Observatorul Palomar de Cornelis Johannes van Houten și a fost numită după Assurbanipal. 
Obiectul prezintă o orbită caracterizată de o semiaxă mare de 2,1677816 UAi, o excentricitate de 0,07, o înclinație de 2,19403 ° în raport cu ecliptica.